# Mecometopus jansoni
Mecometopus jansoni là một loài bọ cánh cứng trong họ Cerambycidae.